# Parafia św. Wojciecha Biskupa i Męczennika i św. Stanisława Biskupa i Męczennika w Wilamowie
Parafia świętego Wojciecha Biskupa i Męczennika i świętego Stanisława Biskupa i Męczennika w Wilamowie – parafia rzymskokatolicka, znajdująca się w diecezji włocławskiej, w dekanacie uniejowskim. 